# 番長
番長（ばんちょう）とは、
- 日本の律令官制における役職のひとつ。
- 日本において不良少年グループのリーダーとされる人物の類型。

## 律令官制における番長
古代の日本で番は交代制勤務の各勤務を意味する。現代語の当番の番である。律令制下の番長は、集団で一斉に交代する際の一つの集団の長で、様々な役職について番長が任命された。出土資料としては、陸奥国多賀城の跡から9世紀の軍団兵士の勤務に関わる番長を記した木簡が複数見つかった。延喜式には左右の近衛府・衛門府・兵衛府（あわせて六衛府と言う）の舎人を引率する数名の番長役が設けられていたことが記される。

## キャラクター類型としての番長
20世紀の日本では、中学校や高等学校の不良少年の「リーダー格」を指す語とされる。これは元々の「番長」が武芸に秀でた護衛の統率者という性格の役職であったので、無頼の輩（≒アウトロー）の長ということで名づけられたものと思われる。あるいは、旧日本陸軍の「当番長」から派生した言葉とも云われている。少女の番長は「女番 / スケ番（スケバン）」と言う。一般的なイメージとしては、喧嘩に強いが仁義に篤く、子分の面倒をよく見、弱い者いじめを決して許さないといったもので、弊衣破帽、学ランに下駄履きというバンカラファッションのイメージもある。なお、番長たちのさらに上に君臨し、複数の学校を支配する大番長は「総番」（往々にして「番長連合」が組まれていたりする）、表には出ず陰で支配する番長は「影番」「裏番」と呼称されることがある。小学生以下の場合は、通常ガキ大将と呼ばれる。
1970年代には番長や暴走族のリーダーに「艶大長」（艶ありの丈の長い黒のゴム長靴）が流行り、映画監督・脚本家の高瀬将嗣は国士舘大学・高校をモデルにして、長靴姿のツッパリファッションを映画「昭和最強高校伝 國士参上!!」（2016年）で再現している。スケバンは晴れでも婦人用のゴム長靴を履いていて、先を研磨で尖らせた傘を携行。明石家さんまも高校の時はツッパリファッションに憧れ、目立つためにわざと女物の黄色い長靴を履き、巻いた武器用の傘を持って毎日登校していたと発言している。
しかし、現実における番長という呼称は希少となっており、1980年代末には既に時代遅れとなっていた。わずかにプロ野球選手の清原和博（「球界の番長」）及び三浦大輔（「ハマの番長」）や大相撲の千代大海龍二（「角界の番長」）やプロボクサーの宮崎亮（「浪速の番長」）及び多田悦子（「女番長」）、サッカー選手の大久保嘉人（「港の番長」）及び川澄奈穂美・板野友美（「おしゃれ番長」）などのほか、白井良明（「ギター番長（ばんちょ）」）の渾名として痕跡をとどめるのみである。20世紀末からは、現実社会において番長という呼び方が使われることはほとんど見られない。近年では、リーダーシップを取れる人物、硬派の人物に対しての敬称として使われる場合も多く、マイナスイメージは薄れてきている。逆に、空威張り的な態度を軽蔑して、命名されることもある。
一方で漫画の世界では、その反動からか多種多様な「番長」が生み出されており、第一次ブームに「ハリスの旋風」や「夕やけ番長」や「男一匹ガキ大将」、第二次ブームに「愛と誠」や「男組」などが人気を呼び、「番長漫画」とでも言うべきジャンルを作り上げた。前述の通り「番長」の言葉のマイナスイメージが薄らいでいるのも、「番長漫画」の世界においては現実に有り得ない「正義の番長」が登場し、活躍した事が影響している。現実において番長が時代遅れになる80年代以降においても、時代錯誤を指摘されながらも命脈を保ち、そのアナクロぶりを逆手に取ってギャグのネタとしても使われる事があった。
また、東映の『不良番長』シリーズは、当時としては中年と呼ばれて全くおかしくない30歳の梅宮辰夫を主演に開始されている。マンガでは中高生のものであった番長という言葉をある意味で逆説的に用い、これもヒットシリーズとなったことから言葉のパロディ性は促進されることになった。

### 「番長」の派生用例
言うだけ番長
いわゆる“ビッグマウスだが実力や中身が伴っていない人物”を揶揄した表現。プロレスラーの前田日明が長州力に言い放った。梶原一騎原作の漫画｢夕やけ番長｣からの駄洒落。2012年2月には、産経新聞が政治家の前原誠司（当時民主党政策調査会長）を指して用い、前原の反発を買った。「口先――」と言われることもあるが、駄洒落になっていないのでこの表現は誤り。
ネット番長
現実世界では引っ込み思案で口数が少ない一方、インターネット上（掲示板やチャット、本人主宰のサイト等）では他人を恐れない過激な意見や罵詈雑言を連発する人物。
裏番長
（表の）番長とは違い、不良グループを陰から指図し悪事をやらせる人物のこと。外見はごく普通または正反対の優等生だったりすることが多く、その服装・態度などからは容易に判別出来ない（時には存在の立証自体難しい）のが特徴である。最近では不良と関係なく、目立たないがある組織・団体などを事実上操っている存在（＝黒幕）や、リーダーではないが皆から頼りにされている、または人気のある人物のことを指す。また人に限らず、一般的知名度は低いが業界内では人気がある物のことも裏番長と呼ばれる。
おしゃれ番長
グループのファッションリーダー。または、ファッションに強いこだわりを持った格段にお洒落な人物に与えられる称号。
直線番長
スポーツカーやオートバイにおいて、エンジン出力が大きく直線での速度性能や加速性には優れるものの、ハンドリングやブレーキにおいてはあまり性能が高くなく、曲がる事や止まる事を苦手とする危険な車種を指す言葉。